# Antonio Codronchi
Antonio Codronchi (Imola, 8 agosto 1748 – Ravenna, 22 gennaio 1826) è stato un arcivescovo cattolico italiano.
Fu tra i personaggi di spicco dell'epoca napoleonica, sostenitore della politica filo-francese e nominato per questo da Napoleone conte, senatore del Regno napoleonico d'Italia, Grande Elemosiniere del regno e Gran Dignitario dell'Ordine della Corona ferrea. Continuò a sostenere il regime dei napoleonici sino a quando questa non si spinse troppo oltre andando ad intaccare la sovranità del pontefice nella chiesa e sullo Stato Pontificio. Intollerante anche nei confronti della dura repressione papista della restaurazione, minacciò di ritirarsi a vita privata per contrastare l'azione del cardinale Agostino Rivarola nelle Romagne ma morì poco dopo. Nipote del cardinale Giovanni Carlo Bandi, vescovo di Imola, che lo sostenne nella sua ascesa nella carriera ecclesiastica, Codronchi fu inoltre antenato del conte Giovanni Codronchi, ministro dell'istruzione pubblica durante il Governo di Rudinì III, sotto il regno di Umberto I alla fine del XIX secolo.

## Biografia

### I primi anni e la carriera ecclesiastica

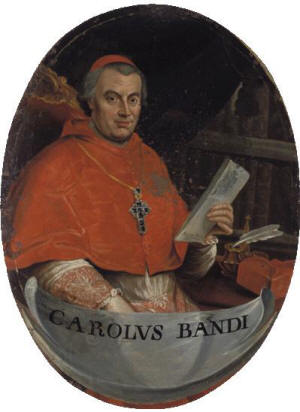
L'allora monsignor Giovanni Carlo Bandi (qui ritratto divenuto cardinale), vescovo di Imola, raccomandò il nipote Antonio Codronchi al pontefice Pio VI.

Antonio Codronchi nacque a Imola l'8 agosto 1748, figlio del conte Innocenzo e della moglie Giulia Stivivi, appartenente alla nobiltà riminese. Compì i primi studi nel collegio locale amministrato dai gesuiti, ma anche all'interno dell'ambiente famigliare ebbe sempre un'ottima formazione culturale, potendo usufruire di una vasta biblioteca di volumi accumulati dal padre, appassionato di matematica e di mentalità molto aperta per l'epoca, in particolare verso gli enciclopedisti. Intrapresa la strada verso la carriera, il Codronchi venne nominato chierico e poi prescelto dal vescovo di Imola, Giovanni Carlo Bandi, al ruolo di coadiutore del capitolo della cattedrale locale, nel 1766. Il 21 settembre 1771 ricevette l'ordinazione sacerdotale ed entrò nell'Accademia dell'Arcadia con lo pseudonimo di Nusimene Cilezio.
Con l'elevazione al soglio pontificio del cardinale Braschi, era originario di quelle aree e nipote del vescovo di Imola, Codronchi venne raccomandato al nuovo pontefice da monsignor Bandi perché lo accogliesse nella pontificia accademia dei nobili ecclesiastici di Roma ove poté studiare per due anni (1776-78), continuando a svolgere la funzione di segretario di monsignor Ludovico Flangini, con la prospettiva di divenire uditore della nunziatura apostolica presso la Repubblica di Venezia. Fu invece Pio VI in persona, dal 4 luglio 1778, a volere la nomina del Codronchi ad ambasciatore pontificio presso la corte dei Savoia e, dopo un breve soggiorno a Imola, giunse in Piemonte il 20 settembre, rapportandosi da subito felicemente col locale ministro degli esteri, il conte di Perrone. A Torino, il Codronchi seguì da vicino le vicende delle alienazioni dei beni dei gesuiti ad opera del governo, si preoccupò di difendere la corretta immagine della chiesa sulla stampa e scagliandosi contro la diffusione delle logge massoniche nel territorio sabaudo, pur manifestando comunque con preoccupazione il continuo legame tra gli ex membri della congregazione. Così il Codronchi commentava la situazione:
"Mantengon tra loro grandissima corrispondenza, come se sussistesse il loro corpo avendo perfino in questi Stati un provinciale, e tutti onorando in Roma un certo abate Rossembergh, come supposto lor Generale"

### La nomina ad arcivescovo di Ravenna
Il 24 gennaio 1785 si laureò in utroque iure e dal 14 febbraio di quello stesso anno venne nominato dal pontefice quale nuovo arcivescovo di Ravenna. Lasciò quindi Torino il 25 marzo e venne consacrato a Roma l'8 maggio successivo dall'allora cardinale Barnaba Chiaramonti (poi papa col nome di Pio VII), nella chiesa di Santa Teresa alle Quattro Fontane.
Nella nuova diocesi, nella quale fece solenne ingresso il 20 giugno, si occupò subito di una serie di questioni pressanti ed insolute, compiendo una visita alle parrocchie ed inviando una dettagliata relazione a Roma l'anno successivo: ebbe modo di lamentare la generale decadenza della diocesi con un numero ridottissimo di parrocchie (58 in tutto), ma riportò con soddisfazione il buono stato generale fisico e spirituale della popolazione. Nel 1790 convocò un sinodo diocesano, in piena contrapposizione con quello tenutosi a Pistoia nel 1786 dove il locale vescovo si era scagliato a più riprese contro la politica dello Stato Pontificio, accogliendo dal 1792 circa cinquanta ecclesiastici francesi emigrati a causa dei provvedimenti del governo rivoluzionario, tra i quali spiccava il vescovo di Luçon, trovando per loro sistemazione in vari conventi. Nel 1794 fu a Roma per una visita di oltre tre mesi, tornandone con il permesso di istituire nel seminario ravennate una cattedra di teologia scolastica, introducendo poi il catechismo nelle parrocchie e diffondendo la pratica delle missioni popolari accompagnate dalla venerazione del Sacro Cuore di Gesù.

#### Durante il periodo napoleonico
Nel 1795, quando le armate di Napoleone dilagarono nella Pianura Padana ed il generale Pierre François Charles Augereau entrò anche a Ravenna, pur abbandonato dal cardinale delegato Antonio Dugnani e dal vicelegato Giacomo Giustiniani, Codronchi seppe fronteggiare le razzie dei francesi evitando ogni possibile aggravio alla città ed alla sua popolazione, adoperandosi personalmente per sedare i tumulti che nel frattempo scoppiarono. Nel corso di pochi giorni, i francesi abbandonarono la Romagna con la firma dell'Armistizio di Bologna ed egli si mise in prima linea per una nuova visita alla diocesi, evitando solo le zone del ferrarese che ancora erano occupate dai napoleonici. Nel 1797 le truppe francesi rioccuparono la Romagna e Codronchi si recò pertanto a Forlì dove riuscì a farsi ricevere dal Bonaparte, il quale gli diede rassicurazioni che era sua intenzione rispettare al massimo la religione cattolica, anche se non poté evitare un nuovo sacco di Ravenna. Malgrado questo si instaurò tra Napoleone ed Antonio Codronchi un legame che tornerà poi utile al primo nella sua politica di convinzione dell'alto clero italiano.
Codronchi dal canto suo si dimostrò sempre deferente alle istituzioni francesi, anche quando la Romagna venne annessa dapprima alla Repubblica Cispadana e poi a quella Cisalpina, pur mantenendo saldi alcuni suoi principi che contribuirono a renderlo poi molto popolare. Quando il governo gli impose di secolarizzare i beni dei regolari della propria diocesi egli rispose:
Grazie alla sua influenza, nel 1799 riuscì a salvare da un processo sommario il vescovo di Sarsina, monsignor Nicola Casali, accogliendolo nella propria residenza dopo l'accusa di aver nascosto alla confisca una parte degli arredi sacri della propria cattedrale e di aver incitato il popolo alle armi contro il regime repubblicano.
Nel 1801 raggiunse Lione per i comizi che in quell'anno si tennero in Francia ed ebbe rilievo nella discussione degli affari ecclesiastici con le autorità ed il clero francese, agendo in particolar modo con altri vescovi sul ruolo del culto cattolico nella vita pubblica, ottenendo la modifica dell'articolo "Ogni cittadino può esercitare liberamente il suo culto, il culto cattolico è il solo che può esercitarsi pubblicamente" nella formula "La religione cattolica apostolica romana è la sola che si esercita pubblicamente nel territorio della Repubblica Cisalpina", fatto che rafforzò la convinzione che Codronchi fosse disponibile ad appoggiare il progetto di Bonaparte.

#### Una nomina cardinalizia sfumata

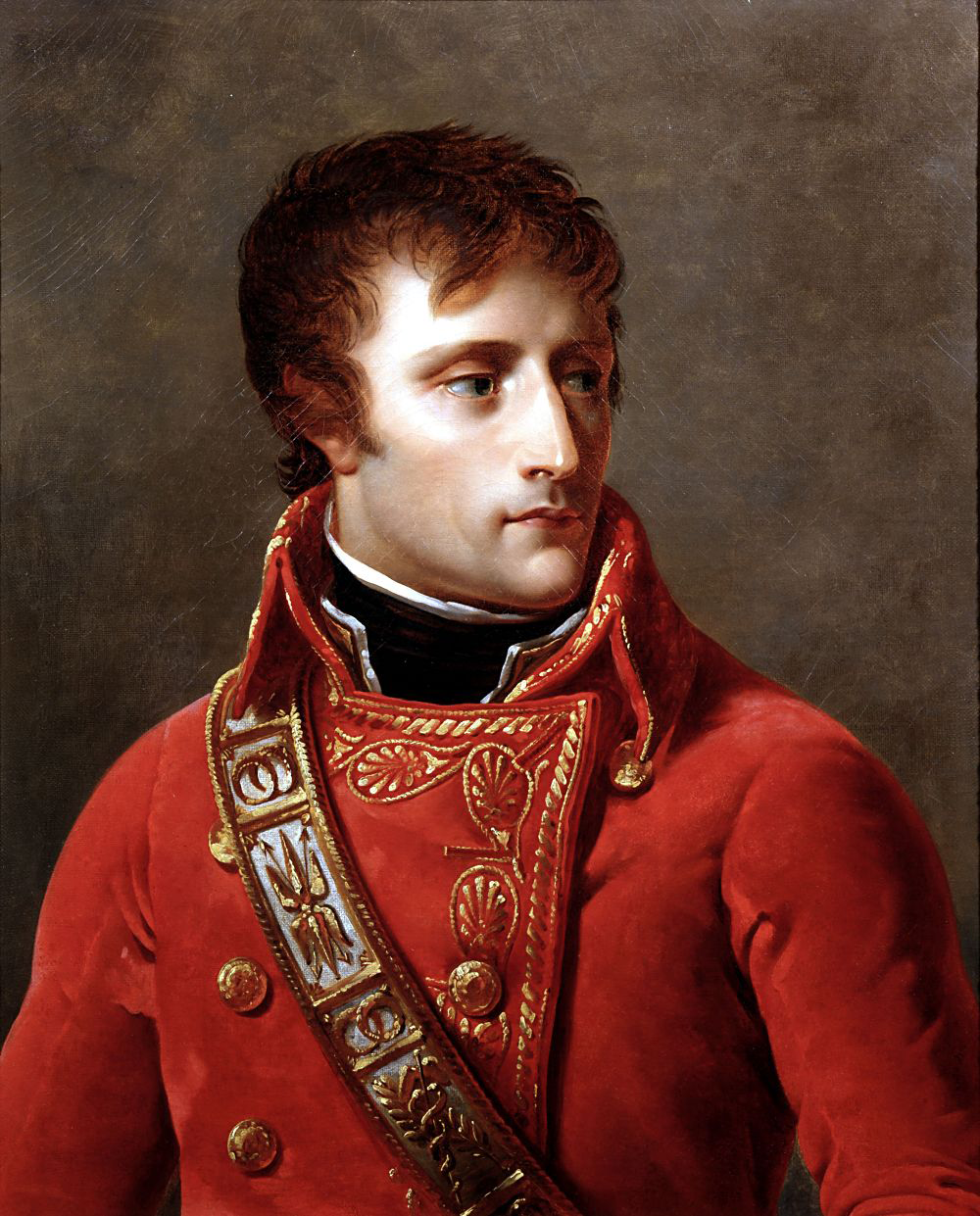
L'allora primo console di Francia, Napoleone Bonaparte, vide in monsignor Antonio Codronchi un valido appoggio alla sua politica ecclesiastica e lo propose senza successo per la porpora cardinalizia

Napoleone, avendo notato il comportamento di Codronchi, si affrettò a scrivere una lettera al papa per chiederne l'elevazione alla porpora cardinalizia ed il suo trasferimento alla sede episcopale di Bologna, una delle più prestigiose nel Regno d'Italia. A Roma però la condotta del Codronchi era stata giudicata sì fedele alla causa della chiesa ma giudicata generalmente troppo asservita al governo napoleonico e pertanto il pontefice decise di respingere la richiesta perché inserire nella sede di Bologna un emissario di Napoleone voleva dire porre la lunga mano francese anche sulle legazioni pontificie e riconoscere la legittimità della Repubblica Cisalpina, cosa che il papa non voleva. Pio VII acconsentì invece alla nomina cardinalizia, purché il Bonaparte indicasse che la sua proposta non gli proveniva dall'antica consuetudine concessa ai re cattolici ed ai sovrani francesi nello specifico in materia di nomine cardinalizie. Napoleone dal canto suo non cedette ed il 24 maggio di quello stesso anno inviò una lettera nella quale precisò che la nomina non era da lui proposta come primo console di Francia ma come presidente della Repubblica Italiana, fatto per cui il Codronchi non venne mai nominato alla porpora.
La parola passò quindi allo stesso Codronchi il quale scrisse al pontefice per chiarire la sua posizione: il 5 febbraio 1802 scrisse a Pio VII per informarlo dei risultati del colloquio avuto col Bonaparte, chiarendo che egli era contrario a lasciare la diocesi di Ravenna, pur non nascondendo la speranza di un'elevazione al titolo cardinalizio; nella seconda lettera inviata al papa il 16 febbraio si trovò a dover giustificare il proprio comportamento ai Comizi di Lione così:
"Dovetti parlare costretto dal primo console Bonaparte, che a tal prezzo mi prometteva che il primo articolo della costituzione sarebbe tal quale ora si legge: ma parlando, null'altro dissi, se non che noi ecclesiastici dovevamo insinuare ai popoli la sommessione e la ubbidienza non solo per timore della pena, ma ancora per dovere di coscienza. Se le mie premure e replicati miei sforzi vivacissimi fossero stati coronati da un esito felice, le leggi organiche del clero avrebbero tutta sostenuta la disciplina ecclesiastica nel suo primo vigore, e secondo le prescrizioni del concilio di Trento".
Egli sostanzialmente riteneva che vi fossero dei lati negativi nel compromesso raggiunto coi francesi, ma che molto fosse stato invece ottenuto come ad esempio il diritto dei vescovi di presiedere le opere pie della loro diocesi, l'esenzione dal servizio militare per gli ecclesiastici, la possibilità per i prelati di comunicare direttamente con la Santa Sede senza dover passare dal governo, la libertà religiosa. Per questo egli aveva tenuto un comportamento conciliante nell'ambito della politica ecclesiastica, continuando comunque a svolgere impeccabilmente il suo ruolo di vescovo.

#### La nomina a Grande Elemosiniere del Regno d'Italia e la fine del periodo napoleonico

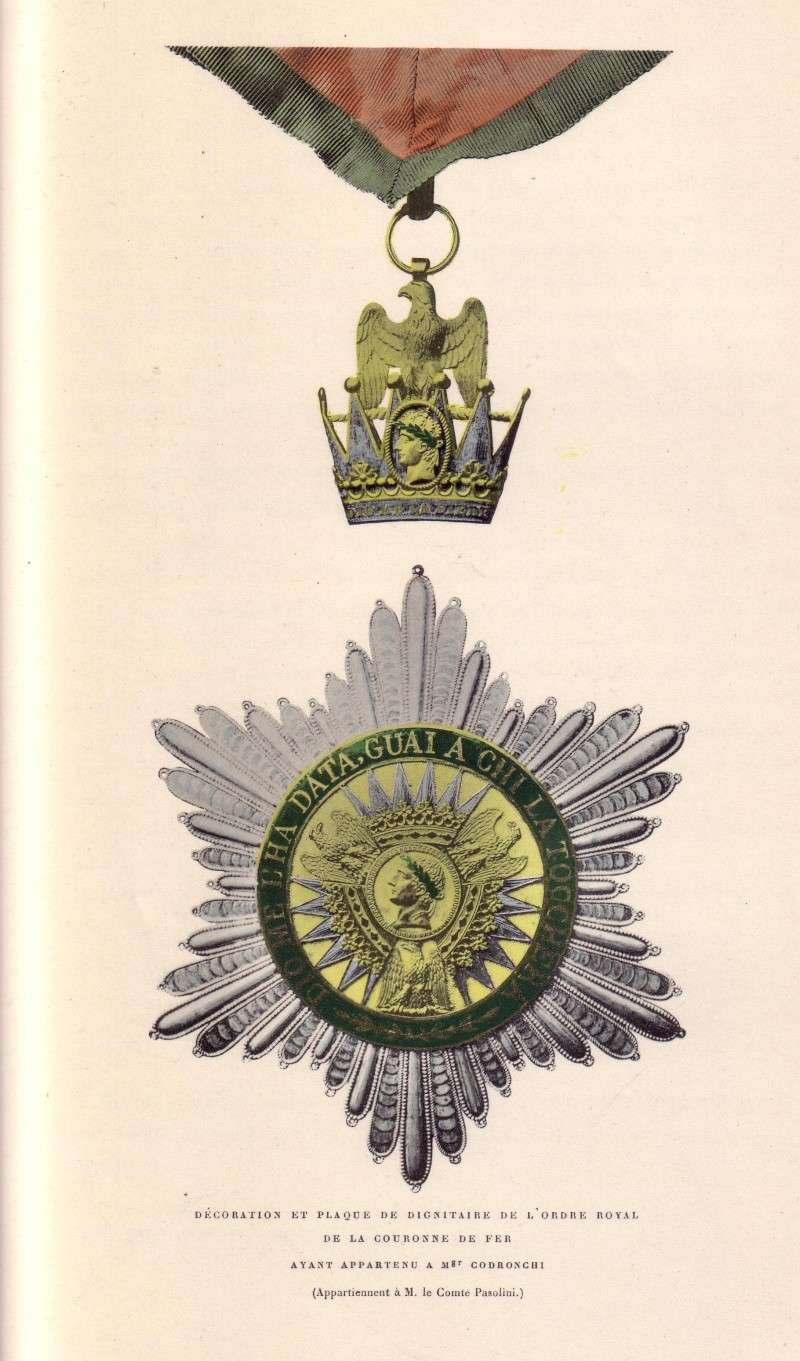
L'insegna da Gran Dignitario dell'Ordine della Corona ferrea concessa, come indica la didascalia in francese, a monsignor Antonio Codronchi

Lo sblocco decisivo della situazione pervenne il 9 maggio del 1803 quando il Codronchi venne nominato Grande Elemosiniere del Regno d'Italia (carica istituita sul modello del Grande elemosiniere di Francia come capo del clero palatino del Regno italico), cavaliere dell'Ordine della Corona ferrea e membro del Consiglio di Stato nella sezione del culto, chiedendo dunque il permesso di assentarsi sovente dalla diocesi. Da quel momento in poi il Codronchi risiedette prevalentemente a Milano, assistendo nel 1805 all'incoronazione di Napoleone a re d'Italia, battezzando i figli del viceré Eugenio, mostrandosi ancora una volta molto compiacente nei confronti del regime, con dispiacere di Roma. Il 12 aprile 1809 venne nominato conte del regno napoleonico d'Italia.
Nell'aprile del 1811, in occasione della convocazione del concilio nazionale dei vescovi convocato a Parigi da Napoleone, Codronchi si recò in Francia, ma per recare una solenne delusione al governo francese che aveva spodestato il papa della sua sovranità sullo stato pontificio, cosa che nemmeno il Codronchi poté tollerare. Quando poi Napoleone giunse il 25 giugno di quell'anno a chiedere che i vescovi sottoscrivessero l'annullamento della scomunica inflittagli da Pio VII nel 1809, il Codronchi fu sul punto di abbandonare completamente il suo appoggio ai francesi.

### Il tormentato periodo della restaurazione
Tornato a Milano, continuò a risiedere a Milano ed occasionalmente si recò a Ravenna sino alla caduta del Regno d'Italia. Quando il 20 aprile 1814 gli austriaci tornarono in Lombardia, tornò in Romagna per incontrare Pio VII a Cesena, ottenendo così il suo perdono ufficiale. Dedicatosi nuovamente a tempo pieno alla sua diocesi, durante la carestia del 1815-16 si trovò ad affrontare una situazione difficile, con un patrimonio della cassa episcopale molto prosciugato, il tutto in un regime di repressione forte esercitato dal governo pontificio con mano ferma.
Nel 1816 nella sua consueta relazione alla curia pontificia, si permise di far notare le problematiche della popolazione della sua diocesi, sottolineando intenzionalmente i successi che egli era invece riuscito ad ottenere sotto il governo del Regno italico. Il tutto peggiorò con l'elezione di papa Leone XII che nominò il cardinale Agostino Rivarola a legato in Romagna, inasprendo ancora di più le repressioni dei liberali romagnoli, obbligando anche i confessori a chiedere ai penitenti notizie di natura politica, cosa che incontrò la netta opposizione del Codronchi che nel giugno del 1825 decise di rinunciare ufficialmente all'arcivescovato e di ritirarsi a vita privata nella sua villa di Montericco, oggi Villa Pasolini Dell'Onda, presso Imola. La nobiltà ravennate che vedeva in lui molte speranze riformatrici, ad ogni modo, decise di scrivere al papa per ottenerne il rientro in diocesi, cosa che effettivamente egli fece il 13 luglio di quello stesso anno, ma solo per morirvi pochi mesi dopo, il 22 gennaio 1826.
Un monumento a Nicola Codronchi lo ricorda al cimitero del Piratello di Imola.

## Genealogia episcopale e successione apostolica
La genealogia episcopale è:
- Cardinale Scipione Rebiba
- Cardinale Giulio Antonio Santori
- Cardinale Girolamo Bernerio, O.P.
- Arcivescovo Galeazzo Sanvitale
- Cardinale Ludovico Ludovisi
- Cardinale Luigi Caetani
- Cardinale Ulderico Carpegna
- Cardinale Paluzzo Paluzzi Altieri degli Albertoni
- Papa Benedetto XIII
- Papa Benedetto XIV
- Papa Clemente XIII
- Cardinale Francesco Saverio de Zelada
- Papa Pio VII
- Arcivescovo Antonio Codronchi

La successione apostolica è:
- Vescovo Paolo Lamberto D'Allègre (1807)
- Vescovo Gabrio Maria Nava (1807)
- Patriarca Francesco Maria Milesi (1807)
- Vescovo Gualfardo Ridolfi (1807)
- Vescovo Stefano Bonsignori (1807)
- Vescovo Andrea Bratti (1807)
- Arcivescovo Baldassarre Francesco Rasponi (1807)
- Vescovo Innocenzo Maria Liruti, O.S.B. (1807)
- Vescovo Tommaso Ronna (1807)
- Vescovo Giuseppe Crispino Mazzotti (1818)

## Araldica
|  |

|  |